# Cuypersjaar
Het Cuypersjaar (2007-2008) heeft betrekking op de architect P.J.H. Cuypers (1827-1921), die als de belangrijkste 19e-eeuwse architect in Nederland wordt beschouwd. Cuypers was in Nederland de belangrijkste representant van de neogotiek en bouwde in deze stijl tientallen kerken. Bovendien was hij betrokken bij honderden restauraties en ontwierp hij een aantal profane gebouwen.
Hij was actief van omstreeks 1850 tot kort voor zijn dood en liet het verreweg grootste architectenarchief na. Dit archief wordt thans voor het grootste deel beheerd door het Nederlands Architectuurinstituut (NAi) in Rotterdam. Verder zijn er verspreide collecties, onder meer in zijn geboortestad Roermond.
In 2007 verscheen een oeuvrecatalogus en biografie. Dit werd aanleiding voor het instellen van een 'Cuypersjaar'. Het jaar ging op 16 mei 2007, de verjaardag van Cuypers, van start. Op talrijke plaatsen in het land waren exposities en manifestaties, in het bijzonder in het NAi (Rotterdam en Maastricht), het Stedelijk Museum Roermond (Cuypers' voormalige huis en atelier, nu Cuypershuis), in het dorp Kranenburg, waar hij zijn eerste kerkelijk complex boven de grote rivieren bouwde en waar zijn oudste kerk staat, in Kasteel de Haar, een van zijn grootste restauratieprojecten, en in en rond het Rijksmuseum te Amsterdam, een van zijn belangrijkste profane werken.